# Agyrta conspicua
Agyrta conspicua là một loài bướm đêm thuộc phân họ Arctiinae, họ Erebidae.